# V351 Андромеды
V351 Андромеды (лат. V351 Andromedae) — двойная звезда в созвездии Андромеды на расстоянии приблизительно 2959 световых лет (около 907 парсеков) от Солнца. Видимая звёздная величина звезды — от +9,49m до +9,12m.

## Характеристики
Первый компонент — красный гигант, пульсирующая медленная неправильная переменная звезда (LB) спектрального класса M5. Масса — около 1,25 солнечной, радиус — около 187,626 солнечных, светимость — около 1172,404 солнечных. Эффективная температура — около 3409 K.
Второй компонент — красный карлик спектрального класса M. Масса — около 109,8 юпитерианских (0,1048 солнечных). Удалён на 1,611 а.е..